# Palace Tel Aviv
Palace Tel Aviv – wieżowiec w Centrum Weizmana, w osiedlu Ha-Cafon ha-Chadasz w mieście Tel Awiw, w Izraelu.

## Historia
Wieżowiec został wybudowany w 2004 jako drugi budynek nowego centrum klinicznego Centrum Weizmana, które specjalizuje się opieką nad ludźmi starymi. Pierwotnie planowano, że budynek będzie miał 23 kondygnacje, jednak podczas budowy zmieniono plany. Dom starców rozpoczął swoją działalność w listopadzie 2004.

## Dane techniczne
Budynek ma 14 kondygnacji i wysokość 49 metrów. Wybudowano go w stylu modernizmu. Fasadę wykonano z granitu i szkła, w kolorach szarym i jasnym brązie.

## Wykorzystanie budynku
Dolne piętra budynku są wykorzystywane przez centrum handlowe Weizmann City, w którym znajduje się około 60 sklepów, restauracji i barów.
Górne piętra zajmuje luksusowy dom starców Palace Tel Aviv, w którym mieści się 231 apartamentów mieszkalnych.
W podziemiach znajduje się parking samochodowy.